# Tonita Peña
Tonita Peña, dal nome tradizionale Quah Ah, nota anche come Tonita Vigil Peña e María Antonia Tonita Peña (San Ildefonso Pueblo, 10 maggio 1893 – Kewa Pueblo, 9 settembre 1949), è stata un'artista nativa americana dei pueblo, specializzata in penna e inchiostro su carta e acquerelli.
È stata inoltre una nota e influente artista e insegnante d'arte nativa americana degli anni 20 e 30 del XX secolo.

## Biografia

### Famiglia di origine e formazione
Quah Ah ("perle bianco corallo") nacque nel maggio 1893 nel Nuovo Messico da Ascensión Vigil Peña e Natividad Peña. Da dodicenne affrontò la morte della madre e della sorella minore a causa di complicanze dell'influenza. Essendo suo padre incapace di occuparsi di lei, fu mandata a Cochiti e affidata alla zia Martina Vigil Montoya, una nota vasaia pueblo. Peña frequentò la St. Catherine Indian School a Santa Fe.

### Carriera

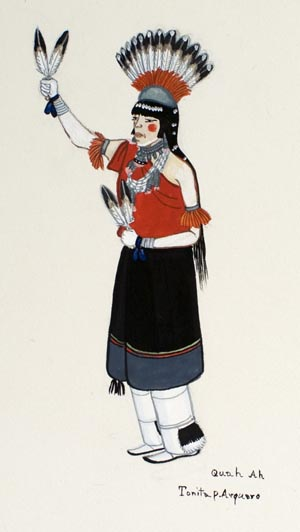
Danzatore

L'antropologo Edgar Lee Hewett, coinvolto nella supervisione degli scavi del vicino canion Frijoles (attuale Bandelier National Monument) fu determinante nelle carriere di molti artisti autodidatti di San Ildenfonso, compresa Tonita Peña. Hewett comprò i dipinti di Peña per il Museum of New Mexico e le fornì carta e colori di qualità. La notorietà di Peña aumentò verso la fine degli anni 1910, vendendo una quantità sempre maggiore di opere a collezionisti e al La Fonda Hotel. Gran parte di questi lavori erano intrisi di soggetti della cultura pueblo, in uno stile ispirato a storiche opere native americane; fu ben accetta nel mondo dell'arte nordamericano ed europeo grazie però all'uso di cavalletti e di materiali da pittura occidentali. All'età di 25 anni, mise in mostra le sue opere in musei e gallerie d'arte dell'area di Santa Fe e Albuquerque.
All'inizio degli anni '20, Pena era all'oscuro di quanti suoi dipinti fossero stati venduti al Museo del Nuovo Messico, perciò scrisse delle lettere agli amministratori perché un agricoltore locale le aveva sollevato il dubbio che fosse stata pagata troppo poco.
Negli anni 1930 Peña divenne una docente della Santa Fe Indian School e dell'Albuquerque Indian School nonché unica pittrice donna del collettivo San Ildefonso Self-Taught Group, che annoverava noti artisti quali Alfonso Roybal, Julian Martinez, Abel Sánchez (Oqwa Pi), Crecencio Martinez ed Encarnación Peña. Da bambini, questi artisti avevano frequentato la scuola diurna di San Ildefonso, parte integrante dell'istituzione del Dawes Act del 1887, legge mirata a indottrinare e assimilare i bambini nativi americani nella società statunitense dominante.
Nel 1931, Tonita Peña mise in mostra sue opere alla Exposition of Indian Tribal Arts presentata alle Grand Central Art Galleries di New York. Opere di questa mostra furono poi ospitate dalla Biennale di Venezia del 1932, prima volta in cui artisti nativi americani furono ospitati nel padiglione degli Stati Uniti. Il suo dipinto Basket Dance, in mostra alla Biennale, fu acquistato dal Whitney Museum of American Art di New York per 225 $, un prezzo record per l'epoca per un dipinto dei Pueblo, un periodo in cui opere nativo-americane erano vendute tra i 2 e i 25 dollari.
L'opera di Peña fu anche parte di Stretching the Canvas: Eight Decades of Native Painting (2019–2021), uno studio del National Museum of the American Indian George Gustav Heye Center di New York.

### Vita privata
Pena si sposò tre volte ed ebbe sei figli. Il primo matrimonio avvenne nel 1908, all'età di 15 anni, combinato dagli anziani del villaggio, con Juan Rosario Chavez,, il quale tuttavia morì nel 1912. Con Chavez aveva avuto due figli che, dopo la morte del padre, furono affidati temporaneamente alla zia Martina Montoya, in modo che Pena potesse completare la scuola superiore.
Nel 1913 Peña ebbe un secondo matrimonio combinato, stavolta con Felipe Herrera, che sarebbe poi morto nel 1920 in un incidente in miniera. Il loro figlio Joe Hilario Herrera divenne un noto pittore.
Si sposò per la terza e ultima volta nel 1922 con Epitacio Arquero, un politico che si occupava degli affari tribali a Cochiti Pueblo, con il quale ebbe tre figli.

## Morte ed eredità culturale
Dopo la morte di Peña nel settembre 1949, tutti i suoi dipinti rimasti e i suoi effetti personali furono bruciati in ottemperanza agli usi e costumi dei pueblo. Suo figlio Joe Herrera, pesantemente influenzato dalla figura materna, divenne un importante esponente del modernismo statunitense.

### Accoglienza e riconoscimenti
Le opere di Peña sono presenti nelle collezioni dell'American Museum of Natural History di New York, del Cleveland Museum of Art in Ohio, del Cranbrook Institute of Science nel Michigan, della Acequia Madre House a Santa Fe (Nuovo Messico), dell'Heard Museum in Arizona, della Collezione del Dartmouth College nel New Hampshire, del Haffenreffer Museum of Anthropology della Brown University e del Peabody Museum di Harvard. Ha avuto mostre nazionali anche postume.
A Tonita Pena è stato intitolato il cratere Peña, situato sulla superficie di Venere.

### Impatto culturale
L'opera di Peña enfatizzava il ruolo della donna nella vita quotidiana e ha il merito di aver ampliato le aspettative sul ruolo delle donne nell'arte nativa americana, a partire dal rifiuto del tradizionale ruolo di vasaie.
Peña non accettava i ruoli prestabiliti per le donne nell'arte nel mondo nativo americano di inizio XX secolo. Si focalizzò primariamente su opere bidimensionali su carta, in contrasto con il medium accettato dai suoi contemporeanei, cioè l'arte della terracotta. Oltre la scelta del mezzo espressivo, anche i temi scelti da Peña hanno oltrepassato i confini di genere: durante l'epoca in cui era attiva, solo agli uomini era permesso di ritrarre persone viventi nelle proprie opere. Un altro modo in cui Peña ha rigettato i ruoli di genere è il modo in cui si è approcciata alla maternità; contrariamente alle tradizione della sua tribù e dell'America in generale, scelse di far crescere ad altri alcuni dei suoi figli per portare a termine la propria istruzione e poter concentrarsi sulla propria carriera.
Durante l'arco della sua vita, il governo statunitense promuoveva l'idea dell'assimilazione dei nativi americani nella cultura statunitense. L'arte di Peña è emersa come un baluardo di resistenza contro questi tentativi, riaffermando l'importanza delle danze cerimoniali, cruciali per la sopravvivenza della cultura pueblo.

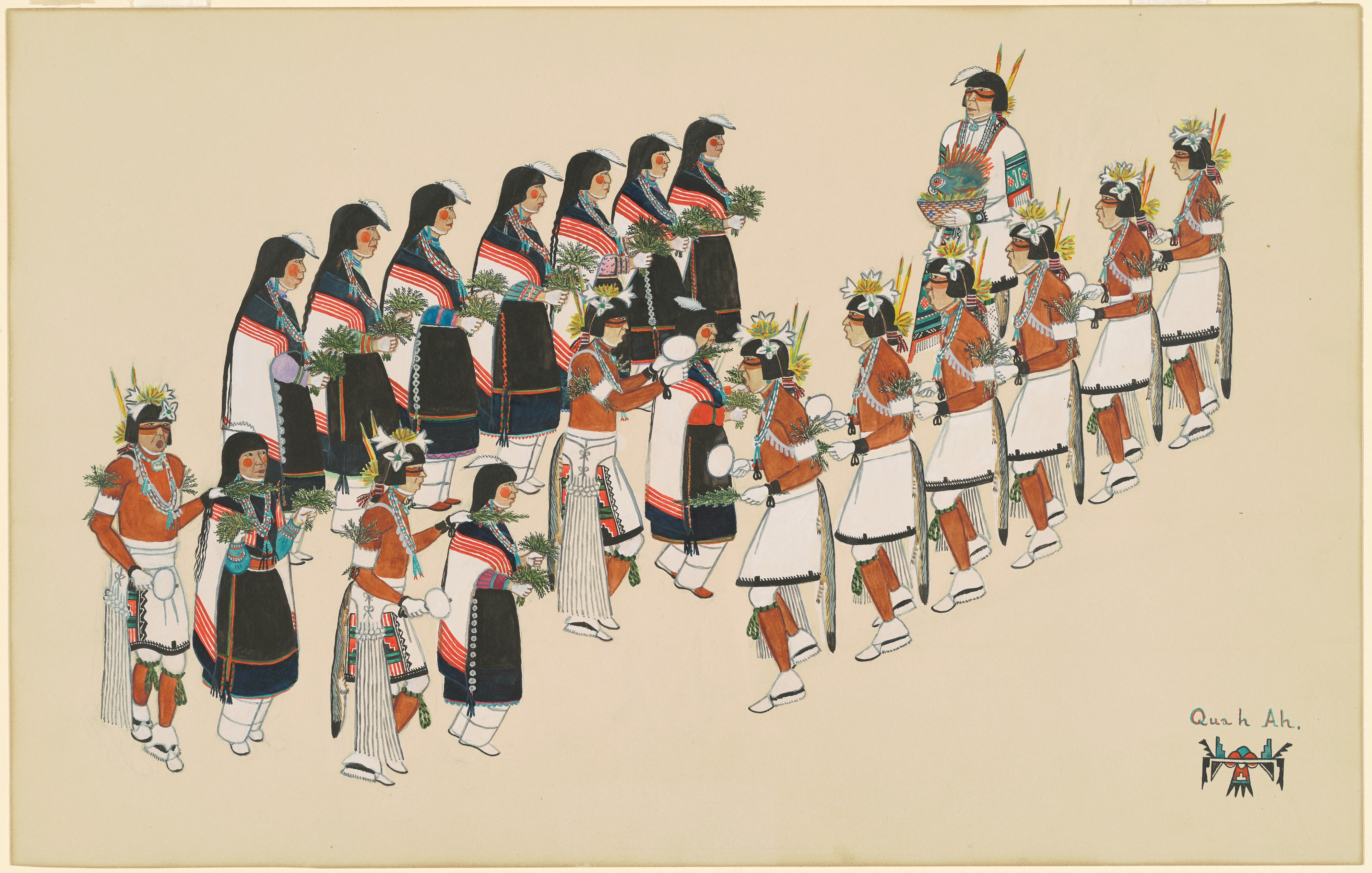
Danza hopi del mais

### Controversie
Peña è stata criticata nel contesto degli studi sul confronto tra l'arte nativa americana tradizionale e l'arte nativa americana patrocinata dai bianchi. Le opere d'arte realizzate da nativi americani e collezionate da clienti bianchi non erano considerate utili alle comunità native americane.
Le critiche non arrivarono solo dal mondo dell'arte, ma anche dalla sua stessa tribù. Molti dipinti dell'artista mostravano riti sacri e i membri della tribù ritenevano inappropriato svelare certe tematiche al pubblico. Epitacio Arquero, governatore del Pueblo e marito di Peña all'epoca delle proteste più ferventi, difese il soggetto delle opere sostenendo che rappresentassero materiale già visibile ai forestieri. In seguito alla controversia, Peña cambiò il tema delle sue opere, concentrandosi su aspetti della cultura pueblo che non fossero sacri o privati.